# Rezerwat przyrody Cisy

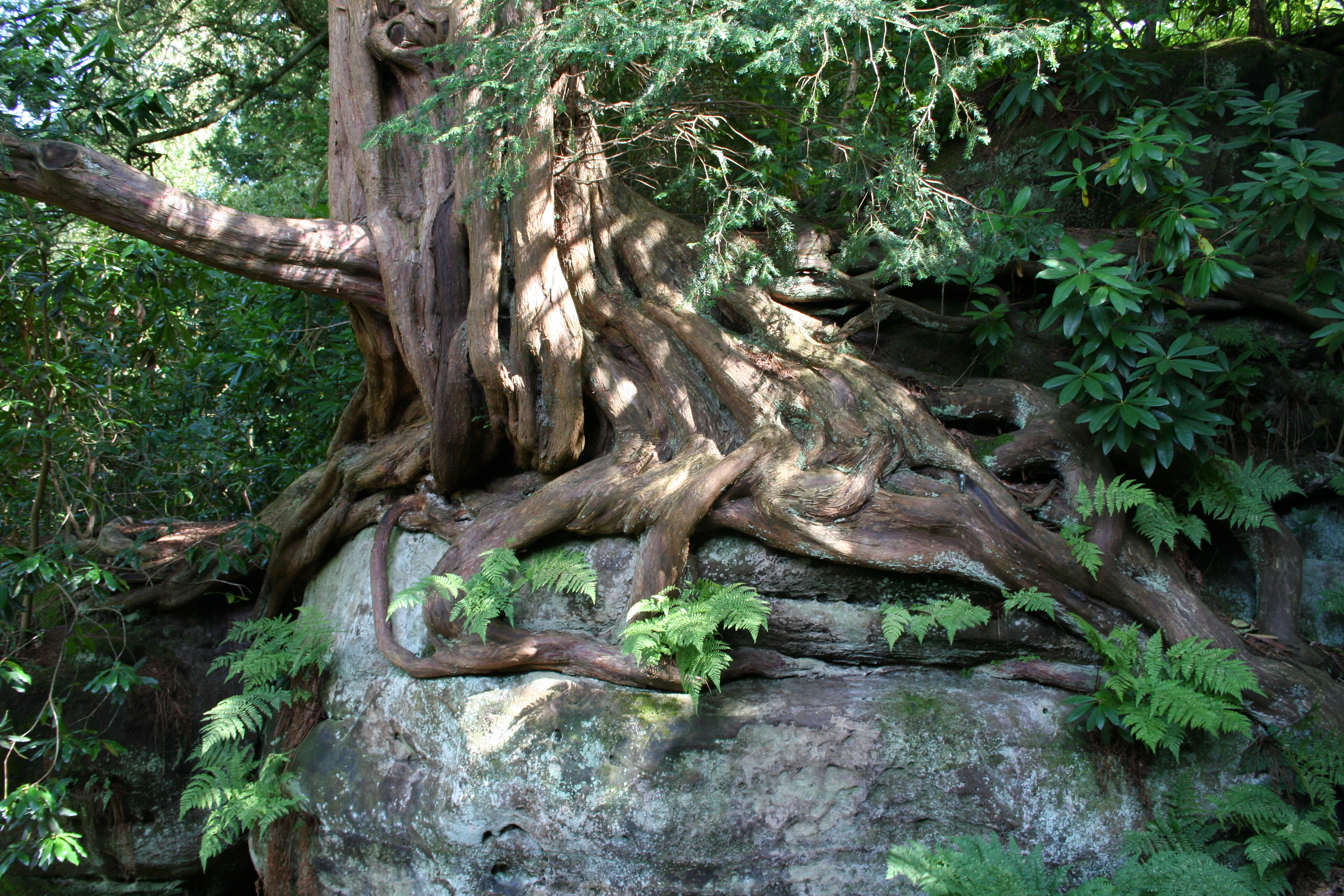
Cis pospolity – gatunek występujący w rezerwacie

Rezerwat przyrody Cisy – leśny rezerwat przyrody położony w Sudetach Środkowych, w gminie Bardo (powiat ząbkowicki, województwo dolnośląskie). Leży na gruntach będących w zarządzie Nadleśnictwa Bardo Śląskie.
Rezerwat położony jest w północno-wschodniej części Grzbietu Zachodniego Gór Bardzkich, na północno-zachodnich zboczach wzniesienia Brzeźnicka Góra, około 1,5 km na południowy zachód od zabudowań miejscowości Brzeźnica.
Znajduje się na terenie obszaru Natura 2000 „Góry Bardzkie” PLH020062 SOO i Obszaru Chronionego Krajobrazu Góry Bardzkie i Sowie.
Rezerwat został utworzony w 1954 roku Zarządzeniem Ministra Leśnictwa (M.P. z 1954 r. nr 46, poz. 652), na powierzchni 20,86 ha. W roku 2012 zmniejszono obszar rezerwatu do 19,58 ha. Rezerwat utworzono w celu zachowania ze względów naukowych i dydaktycznych naturalnego stanowiska cisa pospolitego Taxus baccata, gatunku ustępującego obecnie z lasów, a stanowiącego niegdyś ich stały element składowy.
Rezerwat stanowi fragment lasu mieszanego pierwotnej Puszczy Sudeckiej, na zboczach Brzeźnickiej Góry, gdzie występuje duże zbiorowisko cisów – największe na Dolnym Śląsku. Mimo ochrony rezerwatowej liczba dorosłych osobników cisa systematycznie spada – w momencie utworzenia rezerwatu rosło tu 1627 okazów, a w 2000 roku już tylko 1258. Z krzewów można tu spotkać wawrzynka wilczełyko, bluszcz pospolity, suchodrzew, jałowiec ciernisty. Przedstawiciele fauny to: jeleń, dzik, kuna i zając szarak. Z płazów można spotkać salamandrę plamistą.
Obszar rezerwatu objęty jest ochroną czynną.
Przez teren rezerwatu nie prowadzi żaden szlak turystyczny, ale w pobliżu przechodzi  niebieski szlak ze Srebrnej Góry do Barda. Skrajem rezerwatu prowadzi szlak rowerowy.
W pobliżu znajduje się rezerwat „Cisowa Góra”.